# Thalamita margaritimana
Thalamita margaritimana is een krabbensoort uit de familie van de Portunidae. De wetenschappelijke naam van de soort is voor het eerst geldig gepubliceerd in 1911 door Rathbun.